# ですよねぇ。
『ですよねぇ。』は、TBS系で2006年1月3日から3月23日まで放送されていたテレビドラマ。

## 概要
架空の携帯電話会社「MTTココモ」からの発注を受けた広告代理店「パーフェクト広告社」を舞台にしたドラマ。NTTドコモ1社提供。初回は2時間SPだった。
作中に登場したMTTココモのキャラクター「ココモカモ」（カモがモチーフ）は、NTTドコモのテレビ電話のキャラクター「アエルカモ」の名前を変えたもの。
番組の趣旨として、NTTドコモが当時AKB48をつかって行っていた「テレビ電話×AKB48キャンペーン」の一環でつくられたプロモーション要素のつよいドラマ。

## キャスト
- 川野井伸二 - 永井大
- 山内里佳 - 京野ことみ
- 粟本恭子 - 牧瀬里穂
- 松重豊
- 久ヶ沢徹

ほか

## スタッフ
- 総合プロデュース - 秋元康
- プロデューサー - 森川真行、野村宣弘
- 企画 - 蔵本憲昭、山名宏和
- 題字 - 武田双雲
- 脚本 - 福田雄一
- 演出 - えんたま
- 製作 - TBS
- 制作 - ファインエンターテイメント

## 主題歌

### エンディング・テーマ
- 「桜の花びらたち」
- 作詞：秋元康 作曲：上杉洋史 編曲：樫原伸彦 歌：AKB48